# Max Mell
Pour les articles homonymes, voir Mell.
Max Mell (né le 10 novembre 1882 à Marburg an der Drau, mort le 12 décembre 1971 à Vienne) est un poète autrichien.

## Biographie
Max Mell est le fils du pédagogue Alexander Mell et de sa femme Marie Rocek. Mary Mell, actrice du Burgtheater, est sa sœur. Son beau-frère est le peintre et scénographe Alexander Demetrius Goltz (de).
Mell arrive à Vienne en 1886 à l'âge de quatre ans, quand son père reprend la direction d'une maison pour aveugles.
Après une formation scolaire humaniste dans l'actuel Gymnasium Kundmanngasse, Mell étudie l'allemand et l'histoire de l'art à l'université de Vienne. Il termine ses études en 1905 avec une thèse sur Wilhelm Waiblinger (de). Mell fait ses débuts dans la poésie alors qu'il est encore étudiant. Son premier texte publié paraît dans le Wiener Zeitung en 1901.
Mell n'appartient à aucun cercle littéraire. Il est ami avec Felix Braun, Hans Carossa, Hugo von Hofmannsthal (longue correspondance) et Anton Wildgans.
À partir de 1916, Mell participe à la Première Guerre mondiale en tant que volontaire d'un an, puis connaît la dépression. À la suggestion de Viktor Geramb (de), il s'occupe de festivals et de théâtre folklorique et s'en inspire pour sa propre production littéraire, qui combine le mystérieux avec l'extrêmement réaliste.
Mell est un partisan de l'austrofascisme dans les années 1930. Lui et d'autres auteurs autrichiens quittent manifestement le PEN Club parce qu'il avait condamné les autodafés de 1933 en Allemagne, professant ainsi son soutien au nationalisme. En 1937, il devient président de l'Association des écrivains allemands en Autriche, proche des nazis pendant la période de la prohibition du parti, et après l'Anschluss, il publie dans diverses anthologies nazies.
Cependant, la relation de Mell au nazisme doit être jugée de manière ambivalente : il décline le poste de chef de la Chambre de la littérature du Reich à Vienne qui lui avait été proposé. En 1940, Joseph Goebbels interdit la représentation du drame de Mell Das Spiel von den deutschen Ahnen et l'année suivante de Sieben gegen Theben. Goebbels s'oppose aussi à l'octroi du prix Grillparzer à Max Mell en 1940 ; après l'intercession du savant littéraire Josef Nadler (de), Mell reçoit finalement le prix. Mell demande son adhésion au NSDAP le 20 février 1940, mais retire sa demande d'adhésion le 19 février 1942, alors qu'il avait déjà obtenu un numéro de membre et une carte avec une date d'admission au 1er juin 1940. Cependant, il continue à entretenir de bonnes relations avec le gauleiter Baldur von Schirach, qui lui décerne la bague d'honneur de la ville de Vienne à l'occasion de son 60e anniversaire. En 1944, il publia dans le journal nazi Bozner Tagblatt. Après la fin de la Seconde Guerre mondiale, Mell est exempté de l'obligation de s'enregistrer dans le cadre de la dénazification, il affirma dans une demande qu'il ne portait l'insigne NSDAP que pour se protéger des hostilités et qu'il avait sauvé l'écrivain Wladimir Hartlieb de la persécution, ainsi que la baronne Gabriele Oppenheimer, âgée de 87 ans, en l'aidant à la sortir. Il prouve les deux avec des lettres de Hartlieb et Oppenheimer de 1942.
Après 1945, il devient l'un des représentants les plus éminents de la poésie catholique en Autriche.
En 1985, dans le quartier de Hacking sur l'Erzbischofgasse dans le 13e arrondissement de Vienne, on baptise le Max-Mell-Park. Dans le rapport de recherche de 2013 des noms de rue à Vienne depuis 1860, le penchant nazi de Mell fait polémique. À Graz-Geidorf, il y a aussi une Max-Mell-Allee. En 2018, une commission de la ville de Graz considère le baptême comme historiquement très discutable. En 2022, le nom de Max Mell est enlevé, la voie est rebaptisée Oktavia Aigner-Rollett (de)-Allee.
La sépulture de Max Mell se trouve au cimetière central de Vienne (groupe 32C, numéro 58) dans une tombe honorifique de la ville de Vienne.

## Œuvre

### Littérature
Poésie
- Das bekränzte Jahr, 1911
- Gedichte, 1919
- Gedichte, 1929

Nouvelles
- Lateinische Erzählungen, 1904
- Die drei Grazien des Traumes, 1906
- Jägerhaussage und andere Novellen, 1910
- Barbara Naderers Viehstand, 1914
- Die Brille, 1916
- Hans Hochgedacht und sein Weib, 1920
- Die Osterfeier, Novelle in Versen, 1921
- Morgenwege, Erzählungen und Legenden, 1924
- Mein Bruder und ich, 1933
- Das Donauweibchen, 1938
- Adelbert Stifter, 1939
- Steirischer Lobgesang, 1939

Théâtre
- Wiener Kripperl von 1919, 1921
- Das Schutzengelspiel, 1923
- Das Apostelspiel, 1925
- Das Nachfolge-Christi-Spiel, 1927
- Sieben gegen Theben, 1931
- Das Spiel von den deutschen Ahnen, 1935
- Der Nibelunge Not, 1951
- Jeanne d'Arc, 1956

### Filmographie
- Cordula, 1950
- Frühlingsstimmen, 1952
- Das Apostelspiel (TV), 1954
- Jeanne d'Arc (TV), 1959
- Das Apostelspiel (TV), 1959
- De apostelen (TV), 1963
- Das Apostelspiel (TV), 1963
- Das Apostelspiel (TV), 1965